# Elliott Dexter
Elliott Dexter (29 de marzo de 1870-21 de junio de 1941) fue un actor teatral y cinematográfico de nacionalidad estadounidense, activo en la época del cine mudo.

## Biografía
Nacido en Galveston, Texas, su nombre completo era Adelbert Elliott Dexter. Inició su carrera como artista de vodevil, y debutó como actor cinematográfico cuando ya tenía 45 años. Se retiró de la actuación en 1925. Su último film fue Stella Maris, producción en la que actuaba con Mary Philbin.
Dexter se casó con la actriz de cine mudo Marie Doro en 1915. La unión duró poco, y la pareja se divorció sin tener hijos.
Elliott Dexter falleció en 1941 en Amityville, Nueva York. Tenía 71 años de edad. Fue enterrado en el Cementerio Kensico, en Valhalla (Nueva York).

## Filmografía completa

### Actor
- Helene of the North, de J. Searle Dawley (1915)
- The Masqueraders, de James Kirkwood (1915)
- Diplomacy, de Sidney Olcott (1916)
- Daphne and the Pirate, de Christy Cabanne (1916)
- The Heart of Nora Flynn, de Cecil B. DeMille (1916)
- The American Beauty, de William Desmond Taylor (1916)
- An International Marriage, de Frank Lloyd (1916)
- Public Opinion, de Frank Reicher (1916)
- The Victory of Conscience, de Frank Reicher (1916)
- The Lash, de James Young (1916)
- The Plow Girl, de Robert Z. Leonard (1916)
- Lost and Won, de Frank Reicher (1917)
- Castles for Two, de Frank Reicher (1917)
- The Tides of Barnegat, de Marshall Neilan (1917)
- A Romance of the Redwoods, de Cecil B. DeMille (1917)
- The Inner Shrine, de Frank Reicher (1917)
- Stranded in Arcady, de Frank Hall Crane (1917)
- The Rise of Jenny Cushing, de Maurice Tourneur (1917)
- Sylvia of the Secret Service, de George Fitzmaurice (1917)
- The Eternal Temptress, de Emile Chautard (1917)
- Vengeance Is Mine, de Frank Hall Crane (1917)
- Woman and Wife, de Edward José (1918)
- The Whispering Chorus, de Cecil B. DeMille (1918)
- Old Wives for New, de Cecil B. DeMille (1918)
- We Can't Have Everything, de Cecil B. DeMille (1919)
- The Girl Who Came Back, de Robert G. Vignola (1918)
- Women's Weapons, de Robert G. Vignola (1918)
- The Squaw Man, de Cecil B. DeMille (1918)
- Don't Change Your Husband, de Cecil B. DeMille (1919)
- Maggie Pepper, de Chester Withey (1919)
- For Better, for Worse, de Cecil B. DeMille (1919)
- A Daughter of the Wolf, de Irvin Willat (1919)
- Behold My Wife, de George Melford (1920)
- Something to Think About, de Cecil B. DeMille (1920)
- The Witching Hour, de William Desmond Taylor (1921)
- The Affairs of Anatol, de Cecil B. DeMille (1921)
- Forever, de George Fitzmaurice (1921)
- Don't Tell Everything, de Sam Wood (1921)
- Grand Larceny, de Wallace Worsley (1922)
- The Hands of Nara, de Harry Garson (1922)
- Enter Madame, de Wallace Worsley (1922)
- An Old Sweetheart of Mine, de Harry Garson (1923)
- Only 38, de William C. deMille (1923)
- Broadway Gold, de J. Gordon Cooper y Edward Dillon (1923)
- The Common Law, de George Archainbaud (1923)
- Adam's Rib, de Cecil B. DeMille (1923)
- Flaming Youth, de John Francis Dillon (1923)
- By Divine Right, de Roy William Neill (1924)
- The Spitfire, de Christy Cabanne (1924)
- For Woman's Favor, de Oscar A. C. Lund (1924)
- The Fast Set, de William C. deMille (1924)
- The Age of Innocence, de Wesley Ruggles (1924)
- The Triflers, de Louis J. Gasnier (1924)
- This Verdict (1925)
- Capital Punishment, de James P. Hogan (1925)
- Wasted Lives, de John Gorman (1925)
- The Verdict, de Fred Windemere (1925)
- Stella Maris, de Charles Brabin (1925)